# Boulevard
Boulevard (via fransk fra middelnedertysk eller hollandsk: bolwerk – bolwark, "bastion") har flere alment accepterede betydninger. Det blev først introduceret på fransk i 1435 som boloard[kilde mangler] og er siden ændret til boulevard, på dansk tidligere bulevard. Ofte anlagt hvor et bolværk som en fæstningsvold er sløjfet.
Boulevard bruges oftest om en bred, flersporet hovedfærdselsåre til gennemkørsel, delt med en midterrabat og ekstra kørebaner ved siden af til langsomtkørende trafik, cykelstier og fortove, desuden med træbeplantning i begge sider. Oftest med en betydelig landskabsmæssig kvalitet.
I Danmark findes H.C. Andersens Boulevard, Amager Boulevard, Dalgas Boulevard på Frederiksberg, Strandboulevarden på Østerbro, Sønder Boulevard og Åboulevarden på Vesterbro i København, Bjerregårdsboulevarden ved Jammerbugten, Ingerslevs Boulevard i Aarhus, Sdr. Boulevard i Odense, Dronningens Boulevard i Herning, Einsteins Boulevard i Aalborg og Dagnæs Boulevard i Horsens.